# Paul Iacono
Paul Stanley Iacono (ur. 7 września 1988 w Secaucus) – amerykański aktor.
Urodził się w Secaucus w stanie New Jersey. Jest synem Michele i Anthony'ego Iaconów, włosko-amerykańskich rodziców. Znany z roli RJ Bergera z serialu komediowego MTV – Udręki młodego Bergera. W 2009 roku wystąpił w remake'u filmu Fame.

## Filmografia
- 2002: Dora poznaje świat jako Benek (głos)
- 2004: Zimowe przesilenie jako Jr.
- 2005: The Naked Brothers Band jako imprezowy chłopak
- 2005: Sposób na bar micwę jako Ricky Lopefrawitz
- 2008: Return to Sleepaway Camp jako Pee Pee
- 2009: Fame jako Neil
- 2010-2011: Udręki młodego Bergera jako RJ Berger
- 2014: Animal jako Sean